# Horní Ředice
Horní Ředice település Csehországban, a Pardubicei járásban. Horní Ředice Holice, Chvojenec, Dolní Roveň, Dolní Ředice és Vysoké Chvojno településekkel határos. Lakosainak száma 1070 fő (2024. január 1.).

## Népesség
A település lakosságának változását az alábbi diagram mutatja:
| Lakosok száma | 803  | 897  | 920  | 787  | 789  | 778  | 1043 | 1027 | 1071 | 1070 |
|               | 1869 | 1890 | 1921 | 1950 | 1980 | 2001 | 2017 | 2019 | 2022 | 2024 |